# لیو کانگ
لیو کانگ (به چینی: 劉康) (به انگلیسی: Liu Kang) یکی از شخصیت‌های اصلی سری بازی ویدئویی مورتال کامبت می‌باشد. وی اولین بار در اولین نسخه این بازی پدیدار شد که یک راهب شائولین بود که برای نجات اِرت ریلم (زمین) وارد رقابت‌های مورتال کامبت می‌شد.

## درباره لیو کانگ
- او به همراه کونگ لائو از مریدان ریدن است.
- وی در دو فیلمی که براساس مجموعه مورتال کمبت ساخته شده، حضور داشته‌است.
- وی در کنار کونگ لائو یکی از دو شخصیت اصلی بازی مورتال کامبت: راهبان شائولین است.
- شخصیت او برگرفته از بروسلی است و ظاهر، سبک مبارزه و حتی صدای اون نیز شبیه بروسلی هست.
- کانگ از سبک مبارزه جیت کان دو پیروی می‌کند.